# Single numer jeden w roku 1978 (Japonia)
Notowanie Weekly Singles Chart (jap. 週間シングルチャート Shūkan Shinguru Chāto) przedstawia najlepiej sprzedające się single w Japonii. Publikowane jest ono przez magazyn Oricon Style, a dane kompletowane są przez Oricon w oparciu o cotygodniowe wyniki sprzedaży fizycznej singli. Poniżej znajdują się tabele prezentujące najpopularniejsze single w danych tygodniach w roku 1978.

## Oricon Weekly Singles Chart
| Data            | Utwór                                                         | Wykonawca                     | Źródło |
| --------------- | ------------------------------------------------------------- | ----------------------------- | ------ |
| 2 stycznia      | „UFO”                                                         | Pink Lady                     | [ 1 ]  |
| 9 stycznia      | „UFO”                                                         | Pink Lady                     | [ 1 ]  |
| 16 stycznia     | „UFO”                                                         | Pink Lady                     | [ 1 ]  |
| 23 stycznia     | „UFO”                                                         | Pink Lady                     | [ 1 ]  |
| 30 stycznia     | „UFO”                                                         | Pink Lady                     | [ 1 ]  |
| 6 lutego        | „UFO”                                                         | Pink Lady                     | [ 1 ]  |
| 13 lutego       | „UFO”                                                         | Pink Lady                     | [ 1 ]  |
| 20 lutego       | „UFO”                                                         | Pink Lady                     | [ 1 ]  |
| 27 lutego       | „Canada kara no tegami” (jap. カナダからの手紙)               | Masaaki Hirao i Yōko Hatanaka | [ 1 ]  |
| 6 marca         | „Canada kara no tegami” (jap. カナダからの手紙)               | Masaaki Hirao i Yōko Hatanaka | [ 1 ]  |
| 13 marca        | „Hohoemi gaeshi” (jap. 微笑がえし)                            | Candies                       | [ 1 ]  |
| 20 marca        | „Hohoemi gaeshi” (jap. 微笑がえし)                            | Candies                       | [ 1 ]  |
| 27 marca        | „Hohoemi gaeshi” (jap. 微笑がえし)                            | Candies                       | [ 1 ]  |
| 3 kwietnia      | „Southpaw” (jap. サウスポー)                                  | Pink Lady                     | [ 1 ]  |
| 10 kwietnia     | „Southpaw” (jap. サウスポー)                                  | Pink Lady                     | [ 1 ]  |
| 17 kwietnia     | „Southpaw” (jap. サウスポー)                                  | Pink Lady                     | [ 1 ]  |
| 21 kwietnia     | „Southpaw” (jap. サウスポー)                                  | Pink Lady                     | [ 1 ]  |
| 1 maja          | „Southpaw” (jap. サウスポー)                                  | Pink Lady                     | [ 1 ]  |
| 8 maja          | „Southpaw” (jap. サウスポー)                                  | Pink Lady                     | [ 1 ]  |
| 15 maja         | „Southpaw” (jap. サウスポー)                                  | Pink Lady                     | [ 1 ]  |
| 22 maja         | „Southpaw” (jap. サウスポー)                                  | Pink Lady                     | [ 1 ]  |
| 29 maja         | „Southpaw” (jap. サウスポー)                                  | Pink Lady                     | [ 1 ]  |
| 5 czerwca       | „Darling” (jap. ダーリング)                                   | Kenji Sawada                  | [ 1 ]  |
| 12 czerwca      | „Jikan yo tomare” (jap. 時間よ止まれ)                         | Eikichi Yazawa                | [ 1 ]  |
| 19 czerwca      | „Jikan yo tomare” (jap. 時間よ止まれ)                         | Eikichi Yazawa                | [ 1 ]  |
| 26 czerwca      | „Jikan yo tomare” (jap. 時間よ止まれ)                         | Eikichi Yazawa                | [ 1 ]  |
| 3 lipca         | „Mr. Summertime” (jap. Mr.サマータイム)                       | Circus                        | [ 1 ]  |
| 10 lipca        | „Monster” (jap. モンスター)                                   | Pink Lady                     | [ 1 ]  |
| 17 lipca        | „Monster” (jap. モンスター)                                   | Pink Lady                     | [ 1 ]  |
| 24 lipca        | „Monster” (jap. モンスター)                                   | Pink Lady                     | [ 1 ]  |
| 31 lipca        | „Monster” (jap. モンスター)                                   | Pink Lady                     | [ 1 ]  |
| 7 sierpnia      | „Monster” (jap. モンスター)                                   | Pink Lady                     | [ 1 ]  |
| 14 sierpnia     | „Monster” (jap. モンスター)                                   | Pink Lady                     | [ 1 ]  |
| 21 sierpnia     | „Monster” (jap. モンスター)                                   | Pink Lady                     | [ 1 ]  |
| 28 sierpnia     | „Monster” (jap. モンスター)                                   | Pink Lady                     | [ 1 ]  |
| 4 września      | „Monster” (jap. 銃爪)                                         | Sera Masanori to Twist        | [ 1 ]  |
| 11 września     | „Kimi no hitomi wa 10000 Volt” (jap. 君のひとみは10000ボルト) | Takao Horiuchi                | [ 1 ]  |
| 18 września     | „Kimi no hitomi wa 10000 Volt” (jap. 君のひとみは10000ボルト) | Takao Horiuchi                | [ 1 ]  |
| 25 września     | „Kimi no hitomi wa 10000 Volt” (jap. 君のひとみは10000ボルト) | Takao Horiuchi                | [ 1 ]  |
| 2 października  | „Tomei ningen” (jap. 透明人間)                                | Pink Lady                     | [ 1 ]  |
| 9 października  | „Kimi no hitomi wa 10000 Volt”                                | Takao Horiuchi                | [ 1 ]  |
| 16 października | „Tomei ningen”                                                | Pink Lady                     | [ 1 ]  |
| 23 października | „Tomei ningen”                                                | Pink Lady                     | [ 1 ]  |
| 30 października | „Tomei ningen”                                                | Pink Lady                     | [ 1 ]  |
| 6 listopada     | „Kisetsu no naka de” (jap. 季節の中で)                        | Chiharu Matsuyama             | [ 1 ]  |
| 13 listopada    | „Kisetsu no naka de” (jap. 季節の中で)                        | Chiharu Matsuyama             | [ 1 ]  |
| 20 listopada    | „Kisetsu no naka de” (jap. 季節の中で)                        | Chiharu Matsuyama             | [ 1 ]  |
| 27 listopada    | „Kisetsu no naka de” (jap. 季節の中で)                        | Chiharu Matsuyama             | [ 1 ]  |
| 4 grudnia       | „Kisetsu no naka de” (jap. 季節の中で)                        | Chiharu Matsuyama             | [ 1 ]  |
| 11 grudnia      | „Kisetsu no naka de” (jap. 季節の中で)                        | Chiharu Matsuyama             | [ 1 ]  |
| 18 grudnia      | „Chameleon Army” (jap. カメレオン・アーミー)                  | Pink Lady                     | [ 1 ]  |
| 25 grudnia      | „Chameleon Army” (jap. カメレオン・アーミー)                  | Pink Lady                     | [ 1 ]  |